# Wilhelm Klingspor
Carl Wilhelm Orozco Klingspor, född 6 oktober 1880 i Göteborgs garnisonsförsamling, Göteborg, död 8 januari 1963 i Medelplana församling, Skaraborgs län
, var en svensk greve, förste hovjägmästare, diplomat och företagsledare. 
Tillsammans med Hugo Stenbeck och Robert von Horn grundade Klingspor Investment AB Kinnevik.

## Biografi
Wilhelm Klingspor föddes 1880 i Göteborg som son till hovmarskalk friherre Carl Klingspor och friherrinnan Louise Silfverschiöld. Han avlade 24 maj 1901 mogenhetsexamen och blev 11 juni 1901 volontär vid livregementets husarer. Klingspor blev 24 juli 1902 korpral, 29 september 1902 sergeant och 1902 kadett vid Krigsskolan på Karlberg. Han blev 25 augusti 1903 fanjunkare i regementet och tog 2 december 1903 officersexamen. Den 18 december 1903 blev han underlöjtnant vid regementet, 30 december 1905 löjtnant och fick 1907 utmärkelsen BMilK2kl. Klingspro blev 1908 attaché vid den svenska beskickningen i Sankt Petersburg och fick samma år utmärkelsen RRS:tSTO3kl. 1910 blev han hospitant vid Alnarps lantbruksinstitut.
Åren 1925–1949 var han lantbruksombud, och var under samma tid verksam i kommunalpolitiken. År 1926 utsågs Klingspor till hovjägmästare. Några år senare övertog han Hellekis säteri i Råbäck, där han producerade socker och konfektyr. Han blev 1931 häradsdomare, samt 1950 förste hovjägmästare och kommendator för Johanniterorden i Sverige.
Med sin advokat Hugo Stenbeck och Robert von Horn grundade Klingspor Investment AB Kinnevik, där han blev ordförande i styrelsen fram tills sin död 1963. Han gifte sig 1915 med friherrinnan Britta Ramel (1888–1986), dotter till kammarherre Gustaf Ramel och Elisabeth Peyron. Deras son Carl-Gustaf Klingspor blev deras arvtagare i Kinnevik och av Hellekis.
Makarna Klingspor är begravda på Medelplana gamla kyrkogård.

### Familj
Klingspor gifte sig 28 augusti 1915 i Södra Åsums kyrka med friherrinnan Brita Ebba Sofia Elisabet Ramel (1888-1986), dotter av kammarherren Gustaf Malte Ramel och Sofia Katinka Elisabet Peyrono. De fick tillsammans barnen Carl Gustaf Orozco Klingspor (1916-2004), Hans Otto Vilhelm Klingspor (1919-1941) och Stig Ove Vilhelm Klingspor (1922-2003).